# Alter Friedhof (Wiesbaden)

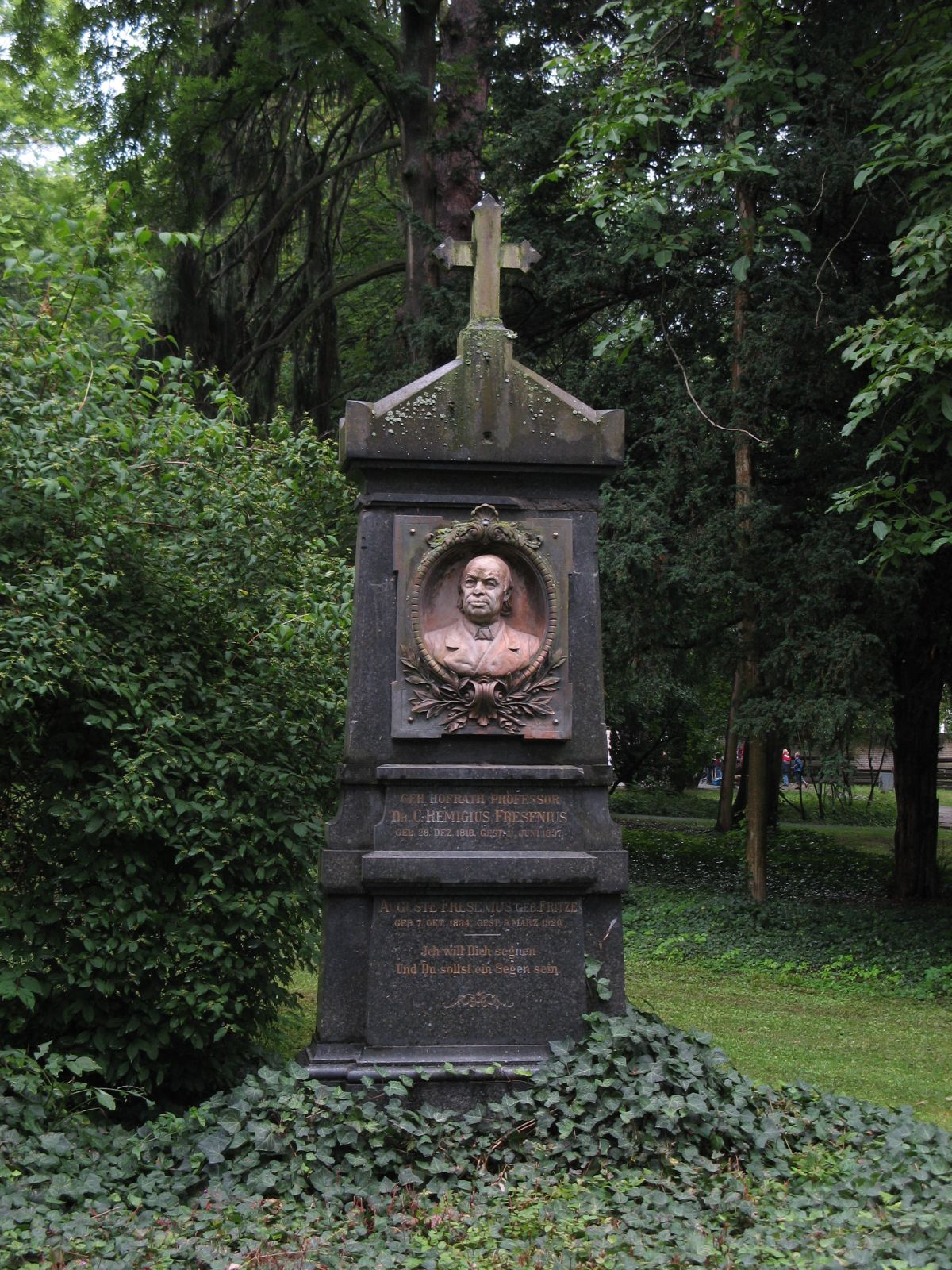
Grabmal von Carl Fresenius

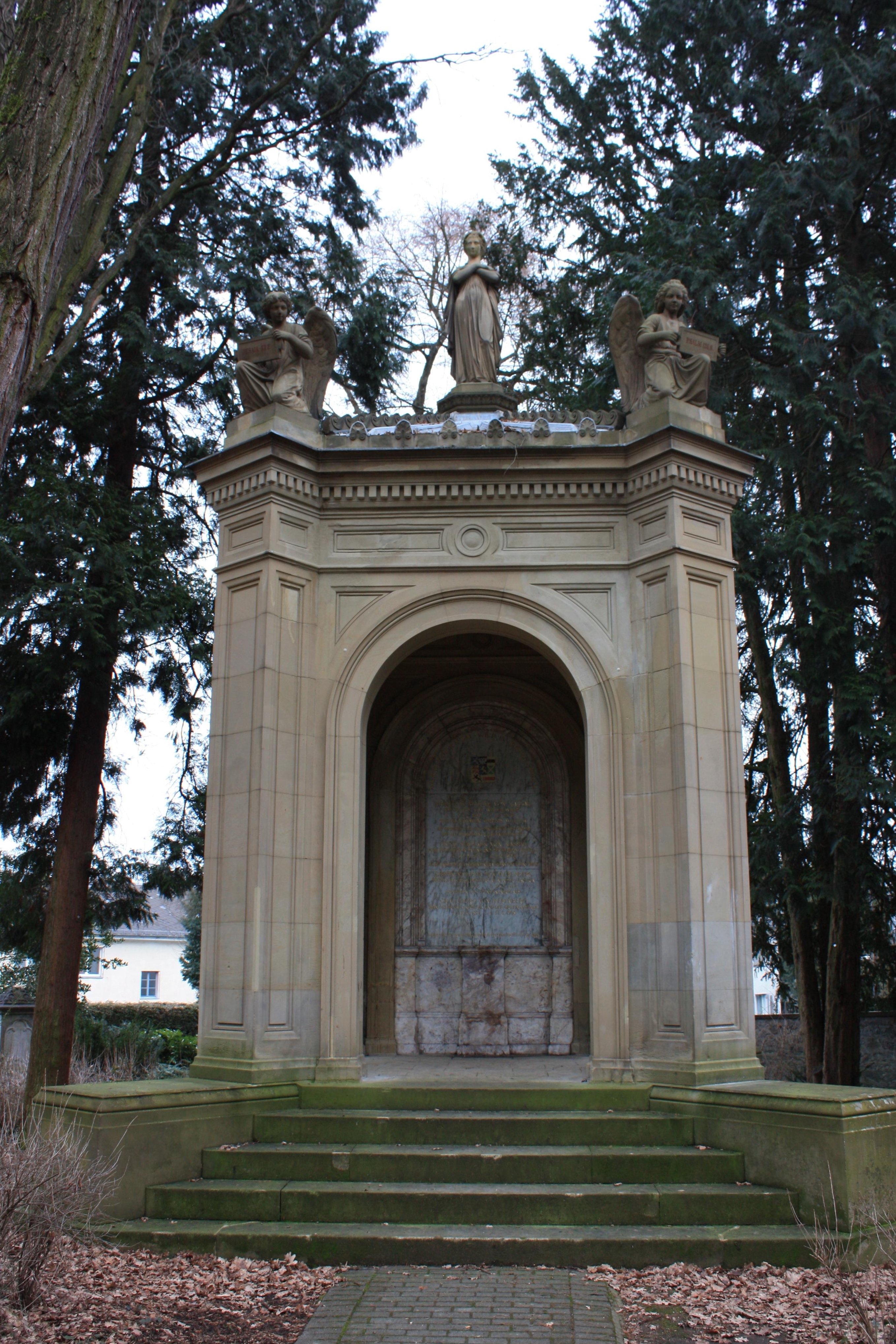
Mausoleum für Pauline von Nassau

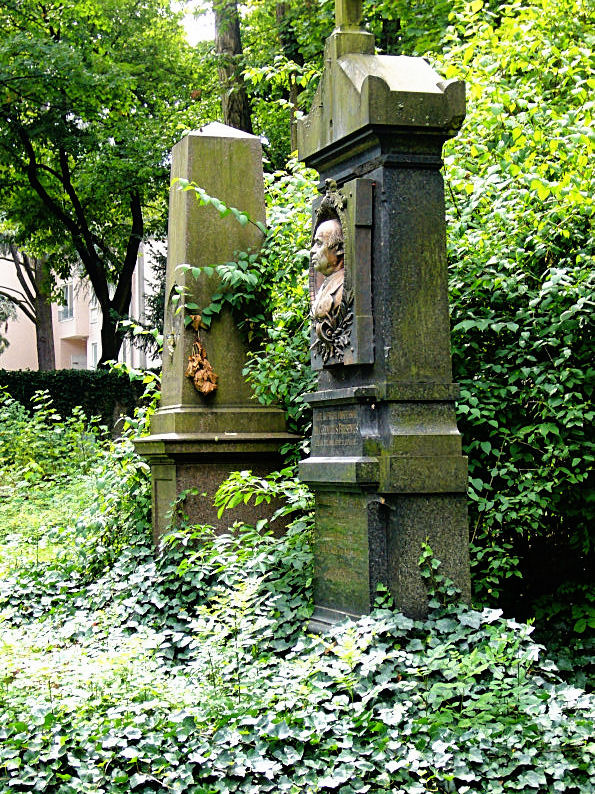
Grabmal

Der Alte Friedhof ist ein ehemaliger Friedhof in Wiesbaden, der zum Freizeitpark umgestaltet wurde.

## Geschichte

Das 1874 errichtete Ehrenmal 1870/71 von Hermann Schies auf dem Gelände des Alten Friedhofs in Wiesbaden, historische Fotografie um 1890

Nachdem der alte Friedhof an der Heidenmauer aus Platzmangel schließen musste, wurde der Friedhof an der Platter Straße, unweit der 1831 entstandenen Riederberg-Restauration, im Jahr 1832 eingeweiht. Er diente unter anderem als Ruhestätte für das Haus Nassau und galt mit zahlreichen Denkmälern als einer der schönsten Friedhöfe Deutschlands. Im Jahr 1877 wurde die Anlegung des etwa einen Kilometer nordwestlich gelegenen Nordfriedhofs beschlossen, auf dem fortan die Beerdigungen stattfanden. Nur in den bestehenden Familiengrüften wurden noch bis 1955 Bestattungen durchgeführt.

## Heutige Nutzung
Im Jahre 1973 wurde die Anlage in einen Freizeit- und Erholungspark umgewidmet, der 1977 eröffnet wurde. Im Zentrum des heutigen Geländes entstanden Spielplätze und Grillstellen. Im Jahr 2010 wurden die Anlagen umfassend für 500.000 Euro erneuert und ein Skatepark sowie eine Kletterlandschaft gebaut.

## Gräber
Auf dem Friedhof wurden über die Zeit mehr als 27.000 Menschen bestattet. Insgesamt konnten 128 Grabdenkmäler erhalten werden, die zum Teil jedoch durch die Umgestaltungen umgesetzt werden mussten. Auf dem Gelände befinden sich noch etliche alte Grabsteine wie auch Mausoleen, u. a. für Pauline von Nassau.

## Persönlichkeiten
Auf dem Alten Friedhof sind unter anderem folgende bekannte Personen bestattet worden:
- Georg Baring (1773–1848), Offizier
- Emil August von Dungern (1802–1862), Politiker
- Carl Remigius Fresenius (1818–1897), Chemiker, Geheimrat und Begründer und Direktor des chemischen Labors zu Wiesbaden (heute: SGS Institut Fresenius)
- Johann Jacob Höppli (1822–1876), Bildhauer und Modelleur[5]
- Philipp Hoffmann (1806–1889), Architekt und Stadtbaumeister
- Friedrich Lang (1822–1866), nassauischer Jurist und Politiker
- Wilhelm Lanz (1829–1882), ehemaliger Bürgermeister von Wiesbaden[6][3]
- Alexander Pagenstecher (1828–1879), Augenarzt und Gründer der Augenheilanstalt
- Friedrich Pagenstecher (1793–1864), Oberforstrat
- Doppelgrab des Schriftstellerehepaares Adolf Stahr (1805–1876) und Fanny Lewald (1811–1889)
- Karl Rossel (1815–1872), Sekretär des Verein für Nassauische Altertumskunde und Geschichtsforschung
- Karl Schnaase (1798–1875), Jurist und Kunsthistoriker
- Christian Zais (1770–1820), Architekt und Wiesbadener Stadtplaner. Das Grab wurde vom Friedhof an der Heidenmauer hierher überführt